# Stadion 19 Maja 1956
Stadion 19 Maja 1956 (arab. ملعب 19 ماي 1956) – wielofunkcyjny stadion w Annabie, w Algierii. Został zainaugurowany 10 czerwca 1987 roku spotkaniem reprezentacji Algierii i Sudanu (3:1). Obiekt może pomieścić 56 000 widzów. Swoje spotkania rozgrywają na nim piłkarze klubu USM Annaba. Stadion był jedną z aren Pucharu Narodów Afryki 1990.